# Rückholz
Rückholz település Németországban, azon belül Bajorországban. Lakosainak száma 996 fő (2023. december 31.). Rückholz Wald és Görisried községekkel határos.

## Népesség
A település népessége az elmúlt években az alábbi módon változott:
| Lakosok száma | 466  | 792  | 614  | 726  | 788  | 819  | 865  | 855  | 936  | 996  |
|               | 1875 | 1950 | 1975 | 1987 | 2012 | 2014 | 2016 | 2017 | 2021 | 2023 |